# آلیشا نیومن
آلیشا ایویلین نیومن (به انگلیسی: Alysha Eveline Newman) (زاده ۲۹ ژوئن ۱۹۹۴) ورزشکار دوومیدانی اهل کانادا است که در پرش با نیزه تخصص دارد. او دارنده مدال برنز المپیک تابستانی ۲۰۲۴ و قهرمان بازی‌های مشترک المنافع ۲۰۱۸ است و رکورد بازی‌های ملی کانادا و بازی‌های مشترک المنافع را در پرش با نیزه زنان در اختیار دارد. نیومن نماینده کانادا در بازی‌های المپیک تابستانی ۲۰۱۶، ۲۰۲۰ و ۲۰۲۴ حضور داشت که در المپیک ۲۰۲۴ پاریس مدال برنز را کسب کرد. این او را به عنوان اولین زن کانادایی برنده مدال پرش با نیزه در بازی‌های المپیک تبدیل کرد. پرش با نیزه ۴٫۸۵ متری او همچنین رکورد ملی جدید کانادا را ثبت کرد.

## اوایل زندگی
اولین ورزش نیومن ژیمناستیک بود که در سن ۱۳ سالگی به دلیل آسیب رساندن به مهره کمر مجبور به ترک آن شد. پس از یک سال دوری از ورزش که در آن هاکی روی یخ و شنا را در نظر گرفت، دو و میدانی را انتخاب کرد و به دلیل پیشینه ژیمناستیک توسط یک مربی به سمت پرش با نیزه هدایت شد. او در مدرسه متوسطه مادر ترزا در لندن، انتاریو تحصیل کرد.

## ان‌سی‌ای‌ای
در سال ۲۰۱۳، نیومن به دانشگاه میشیگان شرقی پیوست و قهرمان کنفرانس میانی آمریکا شد و در مسابقات ان‌سی‌ای‌ای شرکت کرد.
پس از آن، او به دنبال مربی خود جرل لنگلی به دانشگاه میامی فلوریدا منتقل شد. نیومن در سال ۲۰۱۶ با گرایش فیزیولوژی ورزشی و رشته تحصیلی در رشته تغذیه فارغ‌التحصیل شد.
نیومن با موفقیت ۴٫۶۰ متر (۱۵ فوت ۱ اینچ) را در دعوت از فارغ التحصیلان دانشگاه میامی در ۹ آوریل ۲۰۱۶ پشت سر گذاشت و رکورد مدرسه دانشگاه میامی، رکورد کنفرانس ساحل اقیانوس اطلس (ACC) و رکورد ملی کانادا در پرش با نیزه زنان را شکست. در ماه ژوئن، نیومن مدال نقره مسابقات دو و میدانی در بخش اول ان‌سی‌ای‌ای را در سال ۲۰۱۶ به دست آورد و کار دانشگاهی خود را در ان‌سی‌ای‌ای بخش یکم تمام آمریکایی به پایان رساند.

## دوران حرفه‌ای
نیومن در بازی‌های مشترک المنافع ۲۰۱۴ در پرش با نیزه شرکت کرد و مدال برنز را با پرش ۳٫۸۰ متر به دست آورد. پرش ۴٫۶۰ متری (۱۵ فوت ۱ اینچ) نیومن را در رتبه چهارم جهان در پرش با نیزه زنان در سال ۲۰۱۶ قرار داد.

## زندگی شخصی
نیومن در سال ۲۰۲۱ به عنوان یکی از ۱۰۰ زن تأثیرگذار ماکسیم انتخاب شد. نیومن یکی از چندین ورزشکار در بازی‌های المپیک تابستانی ۲۰۲۴ بود که برای تکمیل درآمد خود از طریق اونلی‌فنز محتوا ایجاد کرد. او به آسوشیتدپرس گفت: «من هرگز دوست نداشتم که ورزشکاران آماتور هرگز نمی‌توانند پول زیادی به دست آورند. اینجاست که مهارت‌های کارآفرینی من ظاهر شد.»